# Vestre Toten
Vestre Toten er en kommune i Innlandet fylke i Norge. Den grænser til Østre Toten, Gjøvik, Gran, Søndre Land og Hurdal. Højeste punkt er Lauvhøgda der er 722 moh.

## Historie
1. januar 1875 blev der foretaget grænsereguleringer mellem Vestre Toten og Østre Toten da «en del Gaarde» blev flyttet den ene eller andre vej.
Vestre Toten kommune blev delt i tre 1. januar 1908. Da blev Eina og Kolbu skilt ud som selvstændige kommuner. Den tilbageværende del af Vestre Toten havde 4.027 indbyggere.
1. januar 1964 blev Vestre Toten med 9.113 indbyggere slået sammen med Eina kommune, et område ved sydenden af Einavannet som tidligere tilhørte Brandbu samt Sørligrenda fra Vardal kommune til den nye Vestre Toten kommune.
I 2000 måtte Vestre Toten afstå sin del af byen Kolbu (som tidligere var en egen kommune) til Østre Toten efter en folkeafstemning.

## Areal og befolkning
Kommunen havde 13.396 indbyggere i 2019. Det meste af befolkningen er bosat i kommunecenteret Raufoss.
Andre byer er Reinsvoll, Bøverbru og Eina. I kommunen ligger også Ihle, bygda på Totens tag.
Vestre Toten er den tættest befolkede herredskommune i Oppland, med ca. 50 personer per km².

## Erhverv og uddannelse
Jordbrug og industri er hovederhverv i kommunen, og der er en industripark i Raufoss.
Kommunen har flere skoler, Bøverbru, Ihle, Thune (Eina), Reinsvoll og Raufoss samt Korta (børneskoler), to ungdomsskoler (Raufoss og Reinsvoll) og én videregående skole iRaufoss.